# Lipa srebrzysta

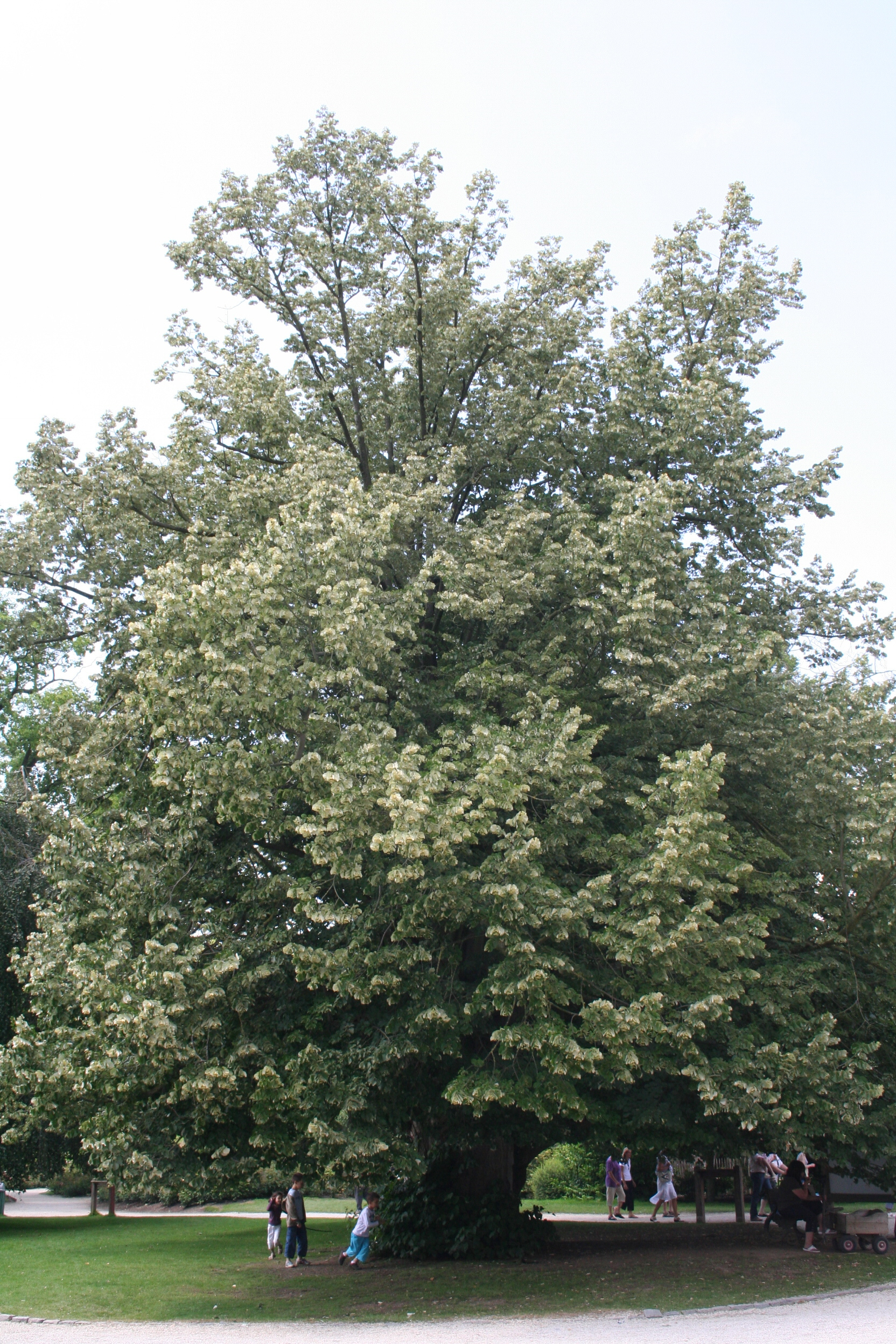
Kwitnąca lipa srebrzysta

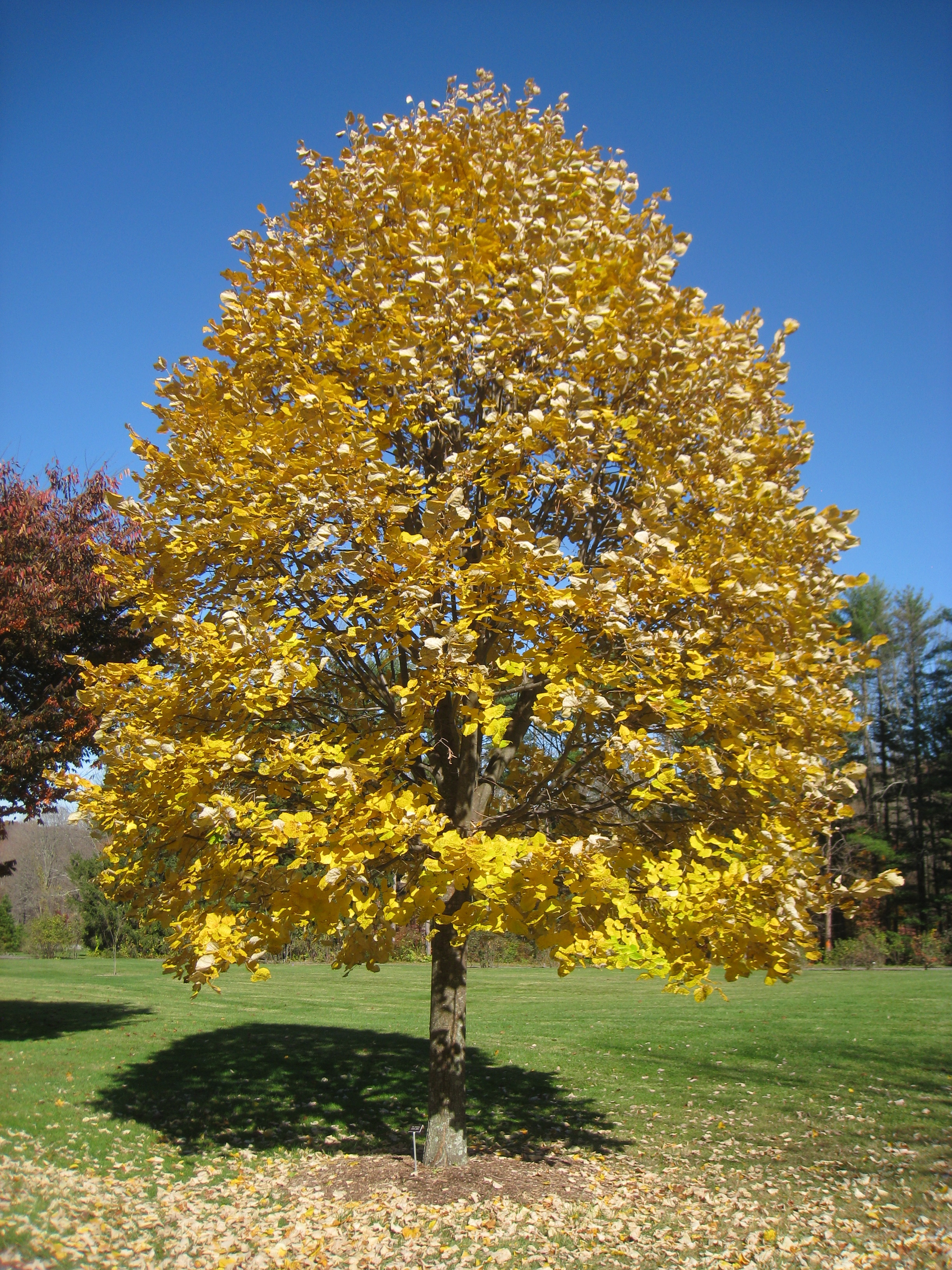
Lipa srebrzysta jesienią

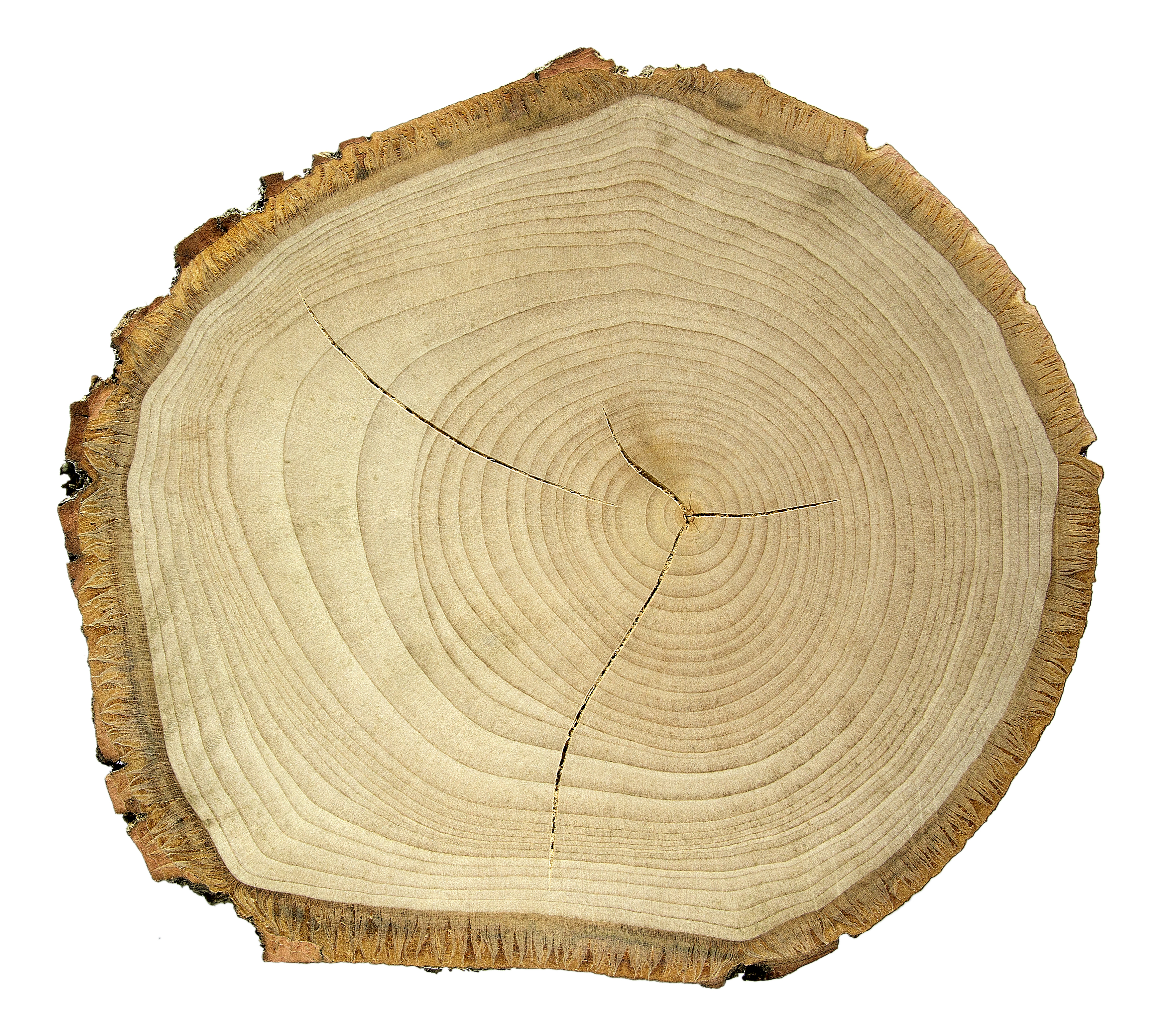
Przekrój poprzeczny przez pień lipy srebrzystej

Lipa srebrzysta, lipa węgierska (Tilia tomentosa Moench) – gatunek drzewa należący do rodziny ślazowatych. Występuje na Półwyspie Bałkańskim, w Europie Środkowej, w Europie południowo-zachodniej i w Turcji. Północna granica jej zasięgu biegnie od Chorwacji do ujścia Dunaju. Drzewa rosnące na południowym obszarze naturalnego rozmieszczenia uważane są przez niektórych botaników za gatunek odrębny – lipę długoogonkową (T. petiolaris), różniącą się dłuższym ogonkiem liściowym i nieco żeberkowanymi owocami.

## Morfologia
PokrójDuże drzewo liściaste, osiągające wysokość do 30 m. Korona szerokości 15–20 m jest regularna, początkowo szerokostożkowata, później zamknięta, jajowato sklepiona do kulistej. Kora srebrzystoszara, podłużnie, płytko bruzdowana. Kora pozostaje gładka do późnego wieku drzewa. Gałązki pokryte szarym kutnerem.
LiścieKoliście sercowate, długości 4–5 cm, ciemnozielone od góry, od spodu biało filcowane (włoski gwiaździste), brzeg blaszki liściowej podwójnie piłkowany, jesienią żółte, zimą opadają.
Kwiatyżółtawe, zebrane po 5-10 w zwisających gwiaździsto owłosionych wierzchotkach.
OwocOrzeszek, twardy, o średnicy 6–8 mm, kulisty, filcowato owłosiony szarym kutnerem, słabo żeberkowany.

## Biologia i ekologia
Siedlisko: stanowiska słoneczne, odporna na mrozy, ciepłolubna, w lecie dobrze znosi suszę lepiej niż inne lipy, odporna na warunki miejskie, stosunkowo odporna na przemysłowe zanieczyszczenie powietrza, na choroby i owady. Chociaż jest gatunkiem cienioznośnym, wymaga większego nasłonecznienia niż lipy drobnolistna i szerokolistna. Kwitnie późno, lipiec – początek sierpnia.
Lipa srebrzysta wchodzi w skład lasów dębowych wraz z grabem pospolitym i kasztanowcem pospolitym. Najczęściej można ją spotkać w suchych górzystych rejonach, na terenach krasowych wraz z jesionem mannowym. Na zachodzie i południu spotyka się ją w lasach bukowych na wysokości 1200 m n.p.m. W 1767 r. sprowadzona do Europy, obecnie rośnie na północy Niemiec i w Wielkiej Brytanii.

## Zmienność
Posiada formę "Petiolaris" o zwisających pędach zwaną lipą długoogonkową.

## Zastosowanie
- Roślina ozdobna: często sadzona w parkach, a także przy domach, drogach i alejach. W Polsce sadzona w parkach i pasach ochronnych[5].
- Z drewna wypala się węgiel drzewny stosowany w lecznictwie.
- Roślina miododajna. Przypisywana jej bywa toksyczność dla pszczół, jednak brak na to dowodów eksperymentalnych. Obserwacje martwych pszczół pod lipami tłumaczone jest raczej ich wycieńczeniem z powodu niedostatku nektaru w czasie kwitnienia lip[8].
- Sztuka kulinarna: z kwiatostanów lipy można przyrządzać wartościową herbatę, z nasion można otrzymywać bardzo dobry olej jadalny, jednak szybko jełczejący.
- Jej miękkie drewno ma zastosowanie w rzeźbiarstwie i jest przydatne na wyroby tokarskie. Z drewna lipowego wykonano np. ołtarz Wita Stwosza i liczne rzeźby w kościołach. Wykonuje się z niego okleiny, zapałki, przyrządy kreślarskie, zabawki, modele i formy odlewnicze. Nie nadaje się w budownictwie na elementy zewnętrzne.
- Z jej łyka wytwarza się plecionki i maty.
- Wykorzystuje się ją do wytwarzania preparatów kosmetycznych.